# Verhovîna, Mirhorod
Verhovîna (în ucraineană Верховина) este un sat în comuna Dibrivka din raionul Mirhorod, regiunea Poltava, Ucraina.

## Demografie
Componența lingvistică a localității Verhovîna
     Ucraineană (93,33%)
     Rusă (6,67%)
Conform recensământului din 2001, majoritatea populației localității Verhovîna era vorbitoare de ucraineană (93,33%), existând în minoritate și vorbitori de rusă (6,67%).